# Marie Allard
Marie Allard (Marsella, 14 d'agost de 1742 – París, 14 de gener de 1802) va ser una important ballarina francesa. Va debutar a l'Òpera de París el 1761.

Marie Allard va néixer l'any 1742 en una família pobra, a Marsella. Als 10 anys, la van oferir a Monsieur V. i a la Comédie de Marseille. La seva mare va morir dos anys més tard i Marie es va convertir en primera ballarina de l'Òpera de Lió. Als 14 anys treballava a la Comédie-Française i vivia en un petit apartament a París. Poc després de començar els estudis amb el mestre de ballet Gaetan Vestris, es va convertir en la seva amant. El 1760 va tenir un fill, Auguste Vestris.

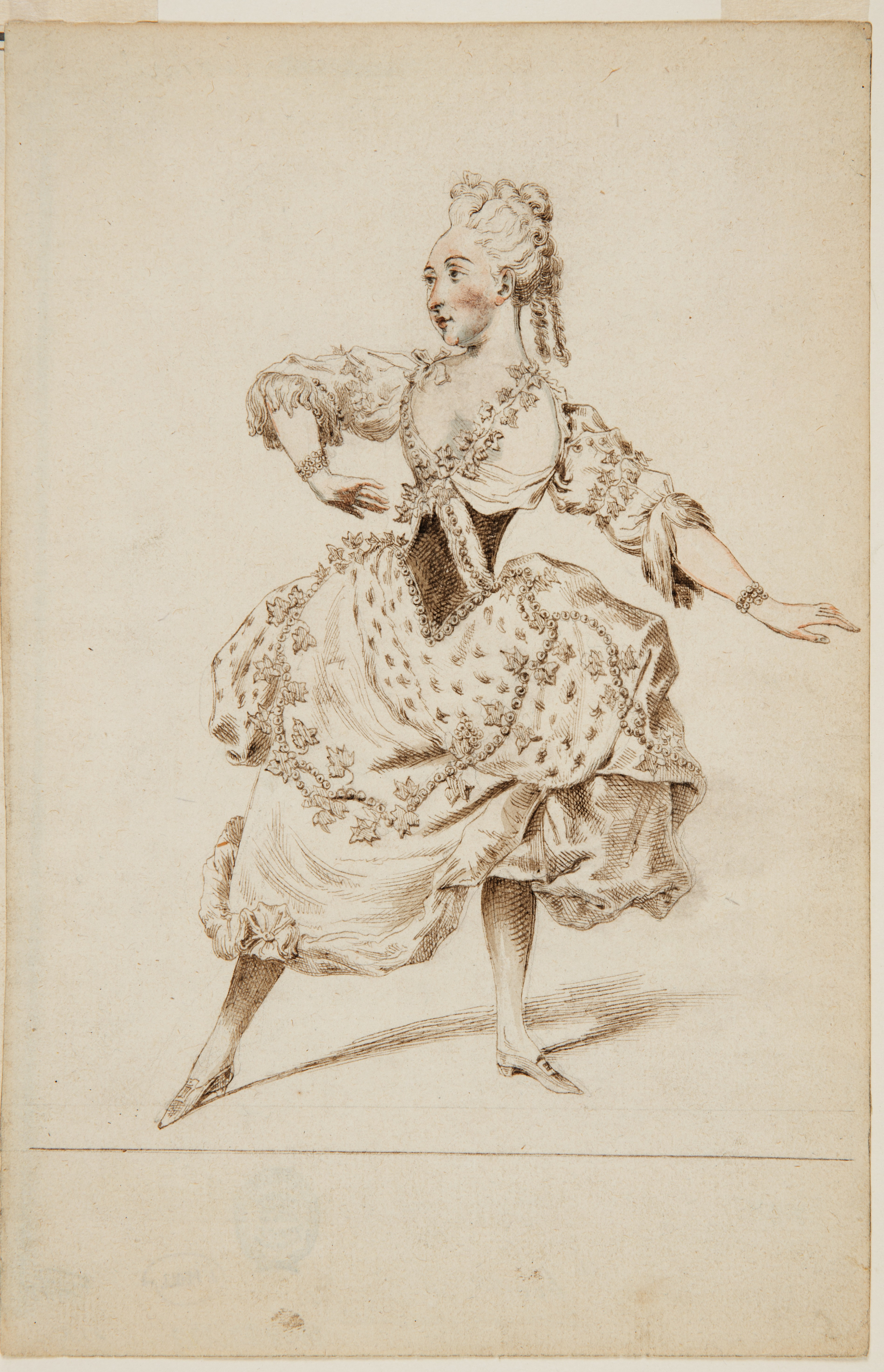
Un dibuix de Marie Allard, ca. 1766

El juny de 1761 Allard va debutar a l'Òpera de París amb Zaïs, de Jean-Philippe Rameau. Va aparèixer a la primera producció de Les Petits Riens, de Mozart i Noverre el 1778. En la seva primera dècada a l'Òpera de París va ballar en 35 papers i va rebre elogis pel seu pas de deux amb Jean Dauberval a Sylvie.
Fou especialment apreciada per les gavotes, rigodons i tamborins. George Noverre escrigué que era una "ballarina perfecta, una excel·lent pantomímica, component les seves entrades amb gust sense l'ajuda dels mestres". També es va distingir en els seus ballets Jason et Médée (1770), Les Petits Riens (1778), així com en La Chercheuse d'esprit, de Maximilien Gardel (1778).
Allard i Vestris també van ensenyar dansa al seu fill, que es convertiria en el ballarí principal de la seva generació, moment en què la carrera de Marie Allard va començar a decaure; es va jubilar el 1781, mentre assolia fama la seva rival, Marie-Madeleine Guimard.